# Tanedra Howard
Tanedra Howard (Inglewood, 15 agosto 1980) è un'attrice statunitense.
È nota soprattutto per la parte di Simone in Saw VI e in Saw 3D - Il capitolo finale, ottenuta grazie alla vittoria della prima edizione del reality show Scream Queens, andata in onda nel 2008 e trasmessa in Italia da MTV.

## Filmografia

### Cinema
- Grad Night, regia di Michael T. Fitzgerald Jr. (non accreditata) (2006)
- Che la fine abbia inizio (Prom Night), regia di Nelson McCormick (2008)
- Saw VI, regia di Kevin Greutert (2009)
- Saw 3D - Il capitolo finale (Saw 3D), regia di Kevin Greutert (2010)
- Love... Another Four Letter Word, regia di Angela Burris (2011)
- Anita Ho, regia di Steve Myung (2014)
- Reggie Gaskins' Urban Love Story, regia di Reggie Gaskins (2015)

### Televisione
- Scream Queens (2008)
- The Wendy Williams Show (2009)
- Made in Hollywood (2009)
- Shane Dawson TV, episodio Santa's Dead: A Love Story (2010)
- The Mo'Nique Show (2010)
- Diary of a Champion, 2 episodi (2013) - serie TV
- Black Boots, 8 episodi (2014-2015) - serie TV
- Good Luck! (2015) - film TV